# NK Ližnjan
NK Ližnjan je hrvatski nogometni klub iz Ližnjana. 
Svoje domaće utakmice Ližnjan igra na stadionu Šaraja. Domaći dresovi su im bijele, a gostujući plave boje. Ližnjan je sezone 2006./07. postao prvak 3. ŽNL Istarske - jug, bez ijedne izgubljene utakmice, da bi se već iduće sezone, postavši doprvakom 2. ŽNL Istarske, kvalificirao u 1. ŽNL Istarsku, u kojoj se trenutačno natječe.Pored seniorske momčadi i veterana, sportski pogon NK Ližnjana objedinjuje 26 juniora, 17 pionira, 17 prednatjecatelja i 16 početnika.

## Vanjske poveznice
- Nogometni savez Istarske županije - adresar klubova  Arhivirana inačica izvorne stranice od 16. rujna 2008. (Wayback Machine)